# 罗讷-阿尔卑斯高速铁路
罗讷-阿尔卑斯高速铁路（法語：LGV Rhône-Alpes）是一條長115公里的法國高鐵路線，主要運營法國高速列車，以东南高速铁路延長線的形式營運。此線於里昂以北分岔，東面繞過里昂，通過里昂機場，接駁瓦朗斯並連接地中海高速铁路。其分為南北兩段通車。

## 歷史
- 1992年12月13日：此線Montanay至Saint-Quentin-Fallavier這42公里路段開始營運。
- 1994年7月3日：Saint-Quentin-Fallavier至Saint-Marcel-lès-Valence這73公里路段亦開始營運。同日，里昂聖埃克塞佩里車站開幕。
- 2001年6月7日：連接此線南部至馬賽的地中海高速铁路通車。

## 外部連結
- （法文）High-speed rail lines site （页面存档备份，存于）

1. ↑   (PDF).   [2022-07-17]. （原始内容存档 (PDF)于2016-05-16）.